# Peer Verhagen

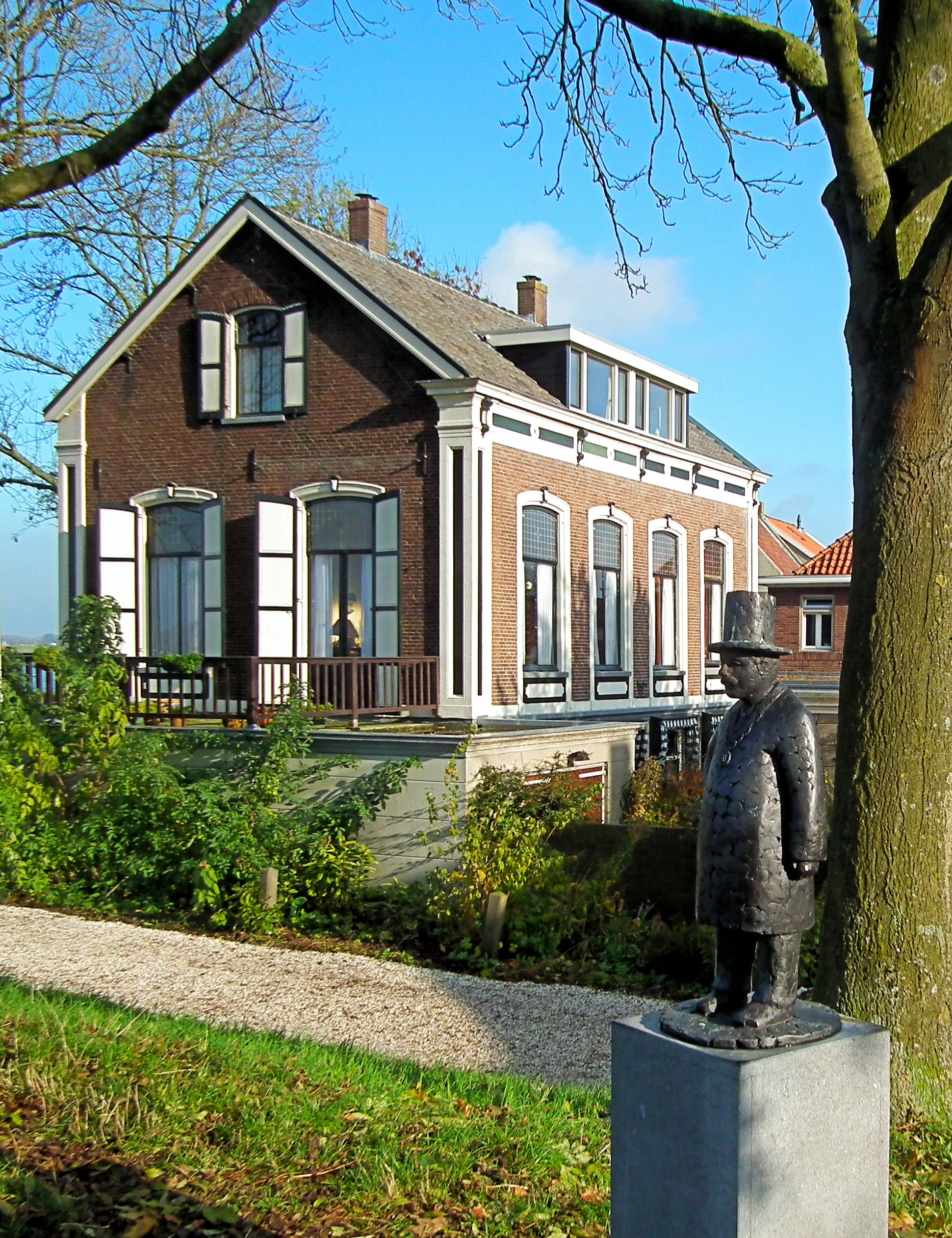
Standbeeld van Verhagen

Pieter (Peer) Verhagen (Loon op Zand, 23 oktober 1854 - Woudrichem, 7 juli 1926) is een voormalig burgemeester van Woudrichem.
Tussen 1884 en 1892 was hij onderwijzer aan de openbare school in Hardinxveld. Daarna was hij verbonden aan het christelijke onderwijs in Rijsoord, Giessendam, Leerdam, Zaltbommel, Zetten en Hemmen. Van 1901 tot 1903 was hij gemeenteraadslid in Hardinxveld. In oktober 1903 werd hij benoemd tot burgemeester van Woudrichem. In 1925 werd hij opgevolgd door J. van der Lely.
In Woudrichem staat een standbeeld van Verhagen dat uitkijkt over het water van de Boven-Merwede.